# 조선민주주의인민공화국 2부류축구련맹전
조선민주주의인민공화국 2부류축구련맹전은 조선민주주의인민공화국 축구 리그 중 2부 리그에 해당하는 리그이다.
2부리그와 3부리그 사이의 승강제는 실시하지 않는다.

## 역사
정확히 언제 2부리그가 창설되었는지는 알려져 있지 않다. 국내 1990년도 신문 기사에 2부리그가 존재하고 승강제가 실시되었다는 기사가 존재한다.

## 구단
- 함흥시체육교육학교
- 김일성대학교
- 갈매기체육단
- 무역체육단
- 평양대학교
- 평안북도
- 평안남도
- 함경북도
- 함경남도
- 황해북도
- 황해남도
- 강원도
- 양강도
- 자강도